# 香港培正中學
香港培正中學（英語：Pui Ching Middle School）是香港的一所傳統基督教名校。位於九龍何文田培正道20號。

## 校史

### 早期
- 1889年11月28日，廣州浸信會中的華人牧師於秉正街創辦基督教書院，定名「培正書院」，成為廣州培正中學的雛型。
- 1893年，貸款改建珠光里校舍，易名「培正書塾」。
- 1903年，清廷頒《奏定學堂章程》（即癸卯学制），改稱「培正學堂」。
- 1906年，賃榨粉街房屋兩間為校舍，定名為「羊城培正師範傳習所」，學生有50人。同年，創辦梧州市最早的學校梧州市培正學校。
- 1907年，於東山興建新校，即廣州市培正中學現址。
- 1912年，中華民國成立，改名「培正學校」。
- 1922年，接管「培坤女校」，聯合兩校改為「培正國民學校」。
- 1928年，改校名為「私立廣州培正中學」。
- 1929年，創立「培正同學會」。

### 香港培正中學
香港培正中學的歷史始於1933年，校長黃啟明及校董林子豐、王國璇與譚希天在九龍何文田購地五萬餘方呎興建校舍，聘麥會華先生為主任，最初祗設小學。再在1935年，增辦初中。1941年，太平洋戰爭爆發，培正被迫停辦。1945年，香港培正中學暫借九龍塘學校校舍復課。翌年，駐港英軍發還校舍，學生人數漸增至千多人。1950年，校董林子豐博士義務出任校長，培正得到社會人士、美南浸信會及香港政府之支持，捐款共得一百二十萬元，並獲政府贈地十二萬方呎，用以增建校舍，充實設備；並經校董會議決定改名為「香港培正中學」。
1953年，中學部校舍（E 座）落成。1956年，建成六十五周年紀念校舍（包括宗教館、體育館及 G 座十二個課室）。1958年，本校改隸香港浸信會聯會。是年發動籌建培正七十周年紀念校舍。1959年，七十周年紀念校舍啟用，即六層小學課室。1965年春，林子豐博士因年事日高，辭校長之職，改任校監；李孟標副校長繼任校長。校董會紀念林子豐博士十六年來義務為校長，貢獻重大，特將 E 座命名為林子豐堂，又設獎學金，以紀殊勳。翌年，林博士堅辭校監之職，由黃汝光博士繼任。1969年，本校舉行培正八十周年校慶，於十一月五日至八日四天慶祝，極一時之盛。1971年，教務主任林英豪先生升為副校長仍兼教務主管。同年4月，前校長林子豐博士息勞歸主。1974年6月28、29日舉行慶祝培正八十五周年校慶，各海外同學均有代表返母校慶祝，充分表現紅藍精神。校董會以李孟標博士服務培正近五十年，貢獻良多，准予退休，聘副校長林英豪先生繼任校長職務。

### 成為資助學校
1975年9月起，中學部接受政府資助，轉變為資助中學，並改為五年制。資助計劃分二期進行，是年九月開始實行第一期，1977年9月，進入第二期。1978年9月起正式成為完全資助學校。1976年2月，前校長李孟標博士息勞歸主。1978年，學校當局決定擴建校舍，增添設備。該新建校舍命名「培正中學九十周年紀念堂」。1979年秋，新校舍落成，九月先行啟用，是年11月15日至17日，隆重慶祝九十周年校慶，並於16日下午校感恩會後，舉行九十周年紀念堂奉獻禮，海外各地校友及時回港為母校祝嘏者達一百五十餘人。1981年3月，校董會派遣助理教導主任何澤乾先生赴星、馬、泰考察教育。1983年，學校當局設黃汝光博士獎勵教員進修之獎學金是年獲得此項獎學金者有中學教員二人。黃博士乃於2月25日親臨頒發。是年11月5日舉行港校立校五十周年紀念感恩會，會後並舉行金禧室落成奉獻典禮。此室位於中學 E 座課室之旁，乃1958年級銳社所籌建，作為離校廿五周年銀禧紀念敬獻與港母校祝嘏之禮物，學校用為教員休息室。

### 中小學分立
1984年9月1日起，校董會決定中小學各自獨立，中學為政府資助之「香港培正中學」，小學及幼稚園則為私立「香港培正小學」。校門有二：一臨窩打老道，一臨培正道。林英豪先生仍為中學校長，原任小學校主任之李仕浣先生則受聘為小學校長，並聘馮肇誠先生為小學副校長。培正港校，自開辦至今，已歷五十一年，現在又展開另一新里程矣。目前港校園地21.5萬方英呎，有校舍九座，其中六座為課室、辦公廳，餘三座為禮堂、體育館及宗教館，宗教館樓下為圖書館，此外則為運動場及遊戲場各一。1985年，林英豪校長榮休，何澤乾繼任。林思顯為校監。張彬彬調任澳校校監。1986年，開辦培正中學禮拜堂。林思顯校監請辭，張彬彬兼任港澳兩校校監。
1988年，培正中學向教育署申請拆卸「馬子修體育館」，改建為禮堂及特別室大樓。小學募捐計劃重建。1989年，培正小學與同學會聯合舉行籌建百周年紀念大樓步行籌款，進行 A 座拆卸工程。1990年1月，培正中學校監張彬彬博士離任，楊國雄博士接任。培正小學教職員惜別何澤乾校長離任，陳力行2月署理校長職，張子江9月接任校長職。1991年7月，張子江校長被崇真會按立為牧師，鄭成業9月接張子江任本校校長職。小學 A 座「百周年紀念大樓」重建工程完成，林氏基金捐贈港幣二百萬元東座並以「林子豐博士紀念堂」命名。1992年，皓社校友蜚聲國際數學家丘成桐教授回母校演講。小學實施三段考學制。1993年，皓社校友蜚聲國際數學家丘成桐教授回母校演講。小學實施三段考學制。1994年，中學校舍改建及擴建工程第一期完成。1996年，梁泳釗語言實驗中心揭幕，培正中學首個多媒體現代化語言室啟用。1997年，特區首長董建華來校視察。1998年，中學申請優質教育基金撥款一千萬元獲准。此外校友崔琦教授獲得本屆諾貝爾物理學獎。中共中央總書記江澤民的夫人王冶坪蒞臨幼稚園結業禮暨遊藝會。2003年，鄭成業校長榮休，葉賜添校長繼任。培正中學新禮堂、體育館大樓「何添夫人紀念堂」落成啟用。2006年，中學演藝活動中心「許士芬博士大樓」落成啟用。2009年，培正創校一百二十周年，時任行政長官曾蔭權親臨主持開幕禮。2011年，英國威塞克斯伯爵愛德華王子殿下於11月3日到校訪問及參與多項活動，欣賞培正中學中樂團表演。

## 傳統

### 校色
校色分為紅色和藍色，學生們被稱為「紅藍兒女」，而學校的優良傳統被校友們稱為「紅藍精神」。
- 紅色：代表澎湃的熱情，火熱的心，特別是基督的愛心—感性。
- 藍色：代表冷靜機智，週到的思考和策劃，避免衝動和魯莽—理性。

### 校訓
至善至正
|                        | 你 要 謹 守 聽 從 我 所 吩 咐 的 一 切 話 、 行 耶 和 華 你 神 眼 中 看 為 善 、 看 為 正 的 事 、 這 樣 、 你 和 你 的 子 孫 就 可 以 永 遠 享 福 。 |
| ——聖經《申命記》12：28 | |

|                               | 耶和華乃善乃正，故以道示罪人兮。 |
| ——聖經文理和合本《詩篇》25：8 |                                  |

|        | 大學之道，在明明德，在親民，在止於至善。 |
| ——大學 |                                          |

### 校歌
目前廣州、香港、澳門此三地的學校一般只唱誦第二版校歌的第一段，港澳分校一直以廣東話唱誦。廣州培正在1984年獲當局復名後被換成了國語，直至2009年才恢復廣東話。

### 民間歌謠
廣州早年流傳民歌歌謠（或稱順口溜），活現了五間在廣州開辦的基督教教會學校學生特質，其年代和作者已不可考。
「真光豬，嶺南牛，培正馬騮頭，培英咕喱頭，培道女子溫柔柔」
參見：
- 《從廣州到香港　真光流金歲月的口述故事》，第63頁 ISBN 9888119796
- 《唐德剛與口述歷史: 唐德剛教授逝世周年紀念文集》 ，第154頁 ISBN 9573267225
- 《教育與承傳（2）：南來諸校的口述故事》，第1頁，ISBN 9888118110

### 班別
在最多學生的時代，每級可分為信、望、愛、光、善、正、真、誠、忠、毅、培共十一班。隨學位減少，現每級只餘最多六班（信、望、愛、光、善、正）。

### 級社
成立級社乃培正的傳統，每一個畢業班年級皆於小五年級成立級社，社名由穗、港、澳三地的培正學生投票決定，社旗由港澳學生以習作方式輪流設計。設立級社的目的是要薪火相傳，並聯繫畢業後的舊生，使聚首一堂。

## 校呔
香港培正中學的校呔為藍紅斜紋，除了在穿著冬季校服時為強制打上校呔外，畢業生在畢業典禮中穿著夏季校服時亦須在短袖裇衫上打上校呔，但沒有在日常上課日要求的。
而在新加坡國際數學編程挑戰賽中，學生亦罕有地被要求穿著夏季校服且必須在短袖裇衫上打上校呔。

## 著名校友

### 學術界
- 崔　琦：1998 年美國諾貝爾物理學獎得主、美國普林斯頓大學電機工程系教授、中央研究院院士，被列入《美國科學名人錄》
- 丘成桐：數學家、數學界最高榮譽菲爾茲獎得主、哈佛大學數學系教授，列入《美國科學名人錄》
- 胡悲樂：理論物理學家、美國馬里蘭大學教授，量子引力領域傑出研究者
- 蕭蔭堂：前美國哈佛大學數學系主任，列入《美國科學名人錄》
- 梁鑑添：數學家，香港大學理學院院長
- 王世榮，JP：菲爾茲獎評委、香港大學、香港科技大學、香港城市大學名譽教授
- 卓以和：美國貝爾實驗室半導體研究室主任。美國國家科學院、中央研究院、中國科學院院士，列入《美國科學名人錄》
- 沈呂九：物理學家、美國國家科學院及中央研究院院士，列入《美國科學名人錄》
- 吳仙標：前美國德拉瓦州副州長、德拉瓦大學退休教授
- 梁宗岱：詩人、翻譯家、中國北京大學、中國清華大學、中國中山大學任教授、廣州外國語學院（現廣東外語外貿大學）法語教授
- 吳家瑋，GBS，CBE：香港科技大學創校校長
- 謝志偉，GBS，CBE，JP：前浸會大學校長
- 吳清輝，GBS：前浸會大學校長、北京師範大學香港浸會大學聯合國際學院校長、香港區人大代表，前香港立法會議員
- 何建宗，BBS：綠色力量會長、知名生態學家、培正中學校監
- 郭　新：前香港大學理學院院長、天文學家
- 鄭紹遠：香港科技大學理學院院長、數學家
- 金聖華：前香港中文大學翻譯系主任[7]

### 教育界
- 葉賜添：前香港培正中學校長
- 宋立功：香港城市大學專業進修學院學術統籌[8]
- 李逸樵：前慕光英文書院校長
- 何澤乾：前香港培正中學校長（1958年中六）[9]

### 醫學界
- 鄔顯庭：腦外科專科醫生、英國愛丁堡皇家內科醫學院榮授院士
- 王英偉：家庭醫學科專科醫生、任台灣衛生福利部國民健康署署長

### 法律界
- 陳海翔：署理高級助理民事法律專員

### 宗教界
- 溫偉耀：靈修神學及漢語神學專家

### 政界
- 廖承志：前全國人民代表大會常務委員會副委員長、中央委員、中共中央政治局委員
- 鄒家華：前中國國務院副總理、全國人民代表大會常務委員會副委員長
- 羅英德（日语：羅英徳）：二戰中華民國空軍第二次世界大戰中國王牌飛行員列表、台灣時期空軍總部副總司令、中華民國駐南韓大使列表。
- 徐炳麟：中華民國國民革命軍參謀長、副官上校, 官至國防部第五廳少將、為 1960 至 1962 年度培正同學會會長
- 孫治平：中華民國國父孫中山長孫、前中華民國行政院長孫科長子、中國國民黨中央委員、中央評議委員會委員、中華民國總統府國策顧問、台灣電視公司副董事長
- 李錦綸：孫中山秘書、國際仲裁裁判所代表、中華民國外交部顧問、廣東軍政府外交部政務司司長、部長，廣東交涉署政務科科長、前培正中學校長
- 唐英年，大紫荊勳賢，GBS，JP：第十二屆全國政協常委、前政務司司長，曾參選2012年香港特別行政區行政長官選舉
- 白韞六，SBS，IDSM：前入境事務處處長、廉政專員，香港足球總會獨立董事
- 陳國基，SBS，IDSM：政務司司長、前入境事務處處長及香港特別行政區行政長官辦公室主任
- 孫　科：孫中山長子，曾任中華民國考試院、行政院、立法院院長等職
- 孫　婉：孫中山次女
- 戴永豐：孫中山外孫
- 孫治強：孫中山二孫，前中華民國行政院院長孫科次子。曾任中央信託局秘書及台北國立故宮博物院顧問
- 孫治乾：孫中山侄孫，前中華民國參謀部上校高级参谋、中山縣長、中華民國忠勤勋章得主
- 陳百里：商務及經濟發展局副局長
- 毛鈞年：已故新華社香港分社副社長（1956年中五）[10]

### 工商界
- 周松崗爵士，GBS，JP：港交所主席、行政會議成員、前港鐵公司行政總裁
- 何鍾泰，SBS，MBE，SBStJ，JP：工程師、前立法會議員 (工程界)、港區全國人大代表（初中）[11]
- 謝仕榮：友邦保險集團亞太區總裁
- 顧明鈞：香港商人、南太電子集團創辦人、慈善家
- 陳國強：商人、土木工程師、電視廣播有限公司前董事局主席
- 孫啟烈，BBS，JP：香港工業總會主席、建樂士企業有限公司董事長、建業五金塑料廠有限公司董事長、浙江省政協委員、寧波市政協常委、自由黨及經濟動力成員
- 趙世曾：卓能集團董事會主席
- 何鴻毅博士，JP：何東爵士之孫、何鴻毅家族基金創辦人
- 鄧聲興博士：香港股票市場投資分析評論員
- 金澤培︰港鐵行政總裁
- 黃傑龍，BBS，JP：叙福樓集團主席及行政總裁
- 馬黎珈而：卓珈控股行政總裁，息影藝人
- 韋基舜：前《天天日報》社長（1950年）[12]
- 趙榮光：前恆信集團（天大藥業）董事總經理（1957年中六）[13]
- 方鏗：香港已故紡織業商人（1956年中六）[14]

### 建築及測量界
- 何　弢博士：已故建築師、前港事顧問、香港區旗和香港區徽設計師、香港藝術中心發起人
- 戴尚誠：房屋局副局長[15]

### 文化界
- 顧嘉煇，GBS，BBS，MBE：已故作曲家、編曲家、被稱香港樂壇教父、不列顛帝國員佐勳章、銅紫荊星章得主
- 葉紹德：已故粤剧作家及填词人
- 蔡炎培：已故《明報》編輯 (1966 年至1969 年) ，歷任多屆青年文學獎及香港中文文學雙年獎詩組評判。
- 楊佐鏗，MH：新華通訊社香港分社香港地區事務顧問、榮譽勳章得主
- 馬思聰：音樂家、前中央音樂學院院長
- 葉惠康博士：香港兒童合唱團創辦人
- 石信之：指揮家、作曲、前香港中樂團音樂總監及首席指揮、職訓局交響樂團及合唱團藝術掌舵人、芬蘭航空公司香港區代言人
- 陳智德：筆名陳滅、香港詩人、作家
- 梁文道：牛棚書院院長、前商業電台一台總監[註 1]
- 關錦鵬：香港電影金像獎最佳導演
- 何國鉦：香港時裝設計師
- 林匡正：第四屆香港書獎雙料得主、八十後青年作家
- 張佳添：音樂人
- 鄭政恆：作家、影評人
- 曹誠淵：城市當代舞蹈團創辦人
- 李怡：已故作家（1948年至1950年、中一及中二）[16]

### 演藝界
- 鍾景輝，SBS：資深香港舞臺劇演員和導演、戲劇教育家、電視製作人、電視劇演員及電視節目主持
- 王　晶：香港電影導演、編劇、製作人
- 黃杏秀：香港電視藝員，其夫為演員陳百祥，與王晶同為基社畢業。
- 林小湛：鋼琴家及演員
- 曾慶瑜：1978 年香港小姐第三名
- 曾慶珏：香港配音員 (1975 年畢業)
- 鍾慧冰：1979 年香港小姐第三名
- 陳鍵鋒：香港電視藝員
- 歐倩怡：香港電視藝員
- 胡渭康：香港電視藝員、歌手、前小虎隊成員
- 丁偉傑：now寬頻電視足球評述員
- 呂紈漫：毛記電視導演、前無綫電視編劇
- 梁仲恆：前中英劇團演員、媽媽的神奇小子主演
- 葉望風：魔術師
- 周　弘：前落選亞姐及電影演員
- 黃英華：電影配樂
- 陳尚來：前無綫電視體育節目主持、香港體記協會主席及現任北京綜合格鬥協會顧問
- 張丕德：籃球評述員
- 黃啟昌：香港男配音員[17][18]
- 陳葦如：now寬頻電視足球評述員
- 周旭明：前無綫電視資深編審、編劇
- 陳善之：香港經理人[19]
- 朱庭萱：飲食作家、電視節目主持
- 陳天翱：創作歌手
- 梁善知：《聲夢傳奇2》的學員。

### 體育界
- 梁孔德，MH：香港足球總會主席
- 呂麗瑤：香港學界四百米紀錄保持者，港青田徑隊隊員，主項為一百米跨欄。
- 何鑑江：香港前足球評述員，英文夜校部進修。

### 傳媒界
- 梁家榮：前電視廣播有限公司總監、前亞視新聞高級副總裁、前商業電台顧問、前廣播處長
- 葉家寶：協盛協豐控股執行董事兼行政總裁、前亞洲電視高級副總裁
- 文宇軒：無綫新聞體育新聞記者
- 梁思齊：無綫新聞主播，曾任職Now TV、有線新聞、香港電台
- 魏明瑤：無綫明珠台新聞記者、明珠台天氣報道主持

## 校友組織

### 培正同學會
培正同學總會遍佈全球，以聯繫當地培正舊生。廣泛分佈於整個亞洲，包括北京、上海、香港、天津、廣州、江門、中山、珠海、台山、梧州、澳門、臺灣、新加坡、馬來西亞、泰國和菲律賓等地。亦分佈於美國的加省會二埠、夏威夷、大湖區（密歇根）、德州休斯頓、華盛頓、波士頓、芝加哥、洛杉磯、紐約、三藩市、聖地牙哥和西雅圖等地，以及加拿大的卡加利、愛明頓、渥太華、多倫多、溫哥華、溫尼伯和沙省等地。也分佈在英國和法國兩地。也分佈於澳洲的坎培拉、墨爾本、雪梨三地以及紐西蘭的奧克蘭。
香港培正同學會是香港的分會，現任會長為何浩元、香港培正中學校監為何建宗、香港培正小學校監為王寧添，中學校長為何力高。小學校長為葉展漢。
1964年11月由香港培正同學會召集，假座恆生銀行博愛堂舉行聯席會議，議決組織「世界培正同學會」，於1965年11月6日正式宣告成立。

### 紅藍校友團體
培正校友曾以“紅藍校友團體”(非官方同學會組織)，育有馬匹“紅藍精神”、“紅藍精英”，綵衣主色以紅藍色為主。

## 公開考試佳績
在歷屆香港中學會考及香港中學文憑考試，香港培正中學是產生最多會考「10A狀元」及文憑試「7科5**狀元」（在甲類科目中至少3個選修科及4個核心科獲得5**成績）的學校之一。截至2025年，共有7位，其中2位會考「10A狀元」及5位文憑試狀元，排名全港第12。

### 香港中學會考及香港中學文憑考試狀元
- 1993年：10A狀元：盧國章，於香港中文大學修讀內外全科醫學士。[24]
- 2005年：10A狀元：吳偉洭，於香港大學修讀內外全科醫學士。 [25]
- 2012年：周澔楊，8個5**超級狀元（包括數學延伸單元二），於香港大學修讀內外全科醫學士。[26]
- 2016年：房穎儀，覆核試卷後由6科5**升至7科5**，躋身狀元之列，於香港中文大學修讀藥劑學 。[27]
- 2019年：葉卓穎，7科5**狀元，於香港中文大學修讀內外全科醫學士 。[28][29]
- 2022年：焦采溢，8個5**超級狀元，於香港大學修讀內外全科醫學士。[30][31]
- 2024年：鄺弘哲，超級狀元，於香港中文大學修讀內外全科醫學士 。[32][33]

## 課外活動
| 宗教團體                                  | 服務團體 | 興趣小組 | 音樂團體                                                                                        | 體育團體 | 學術團體 |
| ----------------------------------------- | --- | --- | ----------------------------------------------------------------------------------------------- | --- | --- |
| - 團契 - 基督徒詩班 - 敬拜隊 - 基督少年軍 | - 公益少年團 - 公民教育及社會服務團 - 紅十字青年團 - 童軍 - 女童軍 - 香港青年獎勵計劃 - 少年崇德社 - 學生長會 - 圖書館服務組 - 體育服務團 - 培正電視台 - 朋輩輔導計劃 | - 電子機械模型學會 - 美術及攝影學會 - 天文學會 - 棋藝及橋藝學會 - 創意思維小組 - 綠組 - 舞蹈組 - 紅藍劇社 - 報社 - 環保學會 - 電影學會 | - 弦樂團 - 銀樂隊 - 合唱團 - 笛隊 - 中樂團 - 樂器班 - 管弦樂團 - 音樂服務組 - 流行樂隊 - 舞蹈組 | - 體操代表隊 - 野外定向會 - 田徑代表隊 - 排球代表隊 - 籃球代表隊 - 手球代表隊 - 游泳代表隊 - 足球代表隊 - 羽毛球代表隊 - 乒乓球代表隊 - 網球代表隊 - 越野代表隊 - 賽艇代表隊 - 射箭代表隊 - 保齡球代表隊 | - 紅藍科研先鋒 - 中文學會 - English Society - 數學學會 - 通識學會 - 電腦學會 - 歷史學會 - 地理學會 - 家政學會 - 演講及辯論隊(粵語) - English Debating Team - 中文朗誦隊 - 普通話學會 - 物理學會 - 無人機學會 |

## 歷任校長
- 黃啟明（1933–1939年）
- 楊元勳（1939–1942年）
- 馮棠（1946–1950年）
- 林子豐博士（1950–1965年）
- 李孟標博士（1965–1974年）
- 林英豪博士（1974–1985年）
- 何澤乾（1985–1990年）
- 張子江（1990–1991年）
- 鄭成業（1991–2003年）
- 葉賜添博士（2003–2015年）
- 譚日旭（2015–2018年）
- 何力高（2018年–，現任）

## 歷任校監
- 林子豐博士（1958–1959年、1965年）
- 譚希天（1960年）
- 黃汝光博士（1961–1964年、1966–1980年）
- 張彬彬博士（1981–1984年、1987–1989年）
- 林思顯博士（1985–1986年）
- 楊國雄博士（1990–2004年）
- 何建宗博士（2005–2010年）
- 陳之望（2010年–2017年）
- 何建宗教授（2017年–，現任）

## 事件
- 2017年3月，學校舉辦「中二成長日營」，其中一個項目要求學生赤腳下行街市和行馬路，結果被人拍攝有關活動。有學生指出街市地面濕滑下，如果受傷會容易感染細菌。校方開會討論後，決定以後不作赤腳行此類體驗活動安排。[34]
- 2020年6月底，353名香港培正中學校友及師生實名登報聯署聲明反對「港區國安法」，當中包括培正中學副校長。教育局之後收到有關投訴，正按既定程序嚴肅處理，並已要求學校跟進、解釋及提交報告。而培正中學亦張貼聲明，表示“不容許學生受到個人政見及政治爭拗影響。”[35]
- 2023年3月，校方相隔3年再次復辦「北極科研考察之旅」，為期12日11夜，雖然首次提供5個名額給小五及小六同學，但親子2人同行需付18萬，有網民認為價錢十分昂貴，但亦有人覺得合理。不過媒體翻查翻查於2020年的考察團，當時每名學生只需支付6萬，餘數亦由校方及校友資助，亦無要求家長必須參與。[36]
- 2023年10月17日下午1時許，一名12歲中一男生從學校高處墮下，經搶救證實不治。據了解男生生前因家庭問題感不開心。[37]

## 外部連結
- 香港培正中學網頁 （页面存档备份，存于）
- 香港培正中學facebook網站
- 培正同學總會 （页面存档备份，存于）
- 培正高爾夫球會